# Dwór w Wielowsi
Dwór w Wielowsi – obiekt wybudowany w miejscowości Wielowieś.
Zespół dworski Wielowieś Górna, z początku XX w. składa się z dworu i parku.